# Jelena Nikolić
Jelena Nikolić (Belgrado, 13 aprile 1982) è una pallavolista serba.
Gioca nel ruolo di schiacciatrice nel Türk Hava Yolları.

## Carriera
Jelena Nikolić fa il suo esordio nel campionato serbo-montenegrino nel 1997 con la maglia dell'Obdojkaški Klub Obilić, squadra alla quale resta legata per tre stagioni. Nella stagione 1999-2000 lascia la terra natia per trasferirsi in Italia, giocando nella Pallavolo Reggio Emilia, in serie A1. Nel 2000 fa il suo esordio nella nazionale serbo-montenegrina; dopo tre stagioni in Emilia, viene ingaggiata dal Volley Bergamo e poi dalla Joy Volley Vicenza. Nella stagione 2004-05 lascia l'Italia per trasferirsi in Francia, nel Racing Club de Cannes: con il club provenzale vince un campionato e una Coppa di Francia.
Nella stagione 2005-06 è in Giappone, nelle Toray Arrows, squadra militante nel massimo campionato. Con la nazionale raggiunge sorprendentemente il terzo posto al campionato mondiale 2006. Nella stagione 2006-07 è nuovamente in Italia nel Volley Club Padova, mentre con la nazionale, diventata nel frattempo solo Serbia dopo il distacco dal Montenegro, ottiene la medaglia d'argento al campionato europeo 2007, perdendo in finale contro l'Italia.
Dopo una stagione passata in Giappone nelle Takefuji Bamboo, al termine della quale partecipa ai Giochi della XXIX Olimpiade di Pechino, viene ingaggiata nel campionato 2008-09 dal club turco del VakıfBank Güneş Sigorta Spor Kulübü; con la squadra nazionale nel 2010 vince la medaglia d'oro all'European League 2010, dove viene premiata come miglior giocatrice. Nella stagione 2010-11 si aggiudica la Champions League, dove risulta essere anche la miglior realizzatrice; nel 2011 vince con la nazionale la medaglia di bronzo al World Grand Prix e l'oro al campionato europeo. Dopo una stagione di break per maternità, ritorna a giocare a pallavolo con la nazionale, vincendo la medaglia di bronzo al World Grand Prix 2013. Ritorna a giocare anche nel VakıfBank Spor Kulübü nell'annata 2013-14, aggiudicandosi la Supercoppa turca, la Coppa del Mondo per club, la Coppa di Turchia e il campionato.
Nella stagione 2014-15 si trasferisce in Azerbaigian, vestendo la maglia dell'Azəryol Voleybol Klubu; con la nazionale vince la medaglia di bronzo ai I Giochi europei e al campionato europeo e quella d'argento alla Coppa del Mondo. Ritorna in Turchia nella stagione seguente, questa volta giocando per il Bursa BB; con la nazionale si aggiudica la medaglia d'argento ai Giochi della XXXI Olimpiade di Rio de Janeiro.
Nel campionato 2016-17 ritorna nella massima divisione italiana, ingaggiata dal Promoball Volleyball Flero, mentre nella stagione successiva si accasa al Türk Hava Yolları, nella Voleybol 1. Ligi.

## Palmarès

### Club
- Campionato francese: 1

2004-05
- Campionato turco: 1

2013-14
- Coppa di Francia: 1

2004-05
- Coppa di Turchia: 1

2013-14
- Supercoppa turca: 1

2013
- Campionato mondiale per club: 1

2013
- CEV Champions League: 1

2010-11

### Nazionale (competizioni minori)
- Trofeo Valle d'Aosta 2005
- Universiade 2009
- European League 2010
- Giochi europei 2015

### Premi individuali
- 2010 - European League: MVP
- 2010 - European League: Miglior ricevitrice
- 2011 - Champions League: Miglior realizzatrice